# Статут Великого князівства Литовського 1588 року

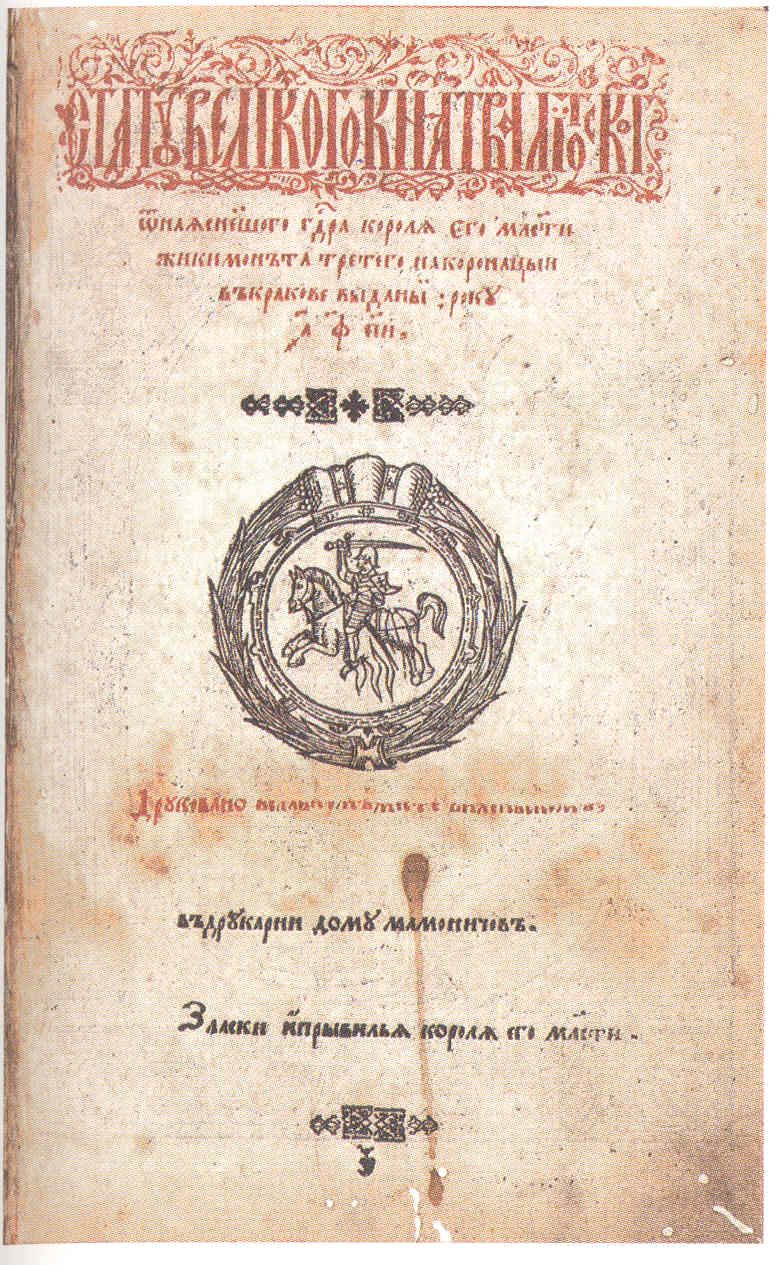
Перший аркуш Статуту (1588) надрукована у друкарні Мамонича

Статут Великого князівства Литовського 1588 р. — третій Статут Великого князівства Литовського — сукупність законів феодального права. Статут завершив кодифікацію закону в ВКЛ.

## Історія підготовки
Після прийняття Статуту Великого князівства Литовського (Волинський статут) в 1566 році робота з кодифікації не припинялася. Вже на Брестському сеймі 1566 р. було виправлено кілька статей. Через два роки Гродненський сейм вніс зміни до деяких статей і створив комісію з перегляду Статуту на Люблінському сеймі в 1569 р. Також була обрана комісія щодо внесення змін до Статуту.
Джерела Статуту 1588 р. — Статути Великого князівства Литовського 1529 та 1566 рр., Сеймові укази 1573, 1578, 1580. і 1584 років, привілеї, постанови повітових сеймів. До кінця 1584 р. робота над Статутом була завершена, але через те, що вона ігнорувала акт Люблінської унії 1569 р., представники Польщі не дозволили її затвердити на загальному сеймі Речі Посполитої. Для збереження великого князівського престолу Сигізмунд III Ваза затвердив Статут своїм привілеєм 28 січня 1588 року.

## Розділи
Третій Статут складався з 14 розділів:
1. Про статус Великого князя Великого князівства Литовського («O parsune nasshoj gospodarskoj»).
2. Про адвокатуру («O oborone zemskoj»).
3. Про шляхетські привілеї та про розвиток Великого князівства Литовського («O volnostyah shlyahetskih i o rozmnozhen'yu Velikogo Knyazstva Litovskogo»).
4. Про суддів і суди («O sud'yah i sudeh»).
5. Про право на спадщину («O oprave posagu i o vene»).
6. Про опікунів («O opekah»)
7. Про ведення бізнесу та податки («O zapiseh i prodazheh»).
8. Про заповіти («O testamentah»).
9. Про місцеве самоврядування і право власності на землю («O podkomoryh v poveteh i o pravah zemlenyh o granicah i mezhah»).
10. Про використання земельних ресурсів: мисливство, рибальство, бортництво тощо («O puschu, o lovy, o derevo bortnoe, o ozera i senozhaty»).
11. Про порушення, бійки та покарання у шляхті («O kgvalteh, o boeh, o golovschinah shlyahetskih»)
12. Про права і покарання слуг та неаристократії («O golovschineh i o navezkah lyudej prostyh i o takih lyudeh i chelyadi, kotoraya ot panov svoih othodit, takzhe o slugah prikaznyh»).
13. Про крадіжки та розбої («O grabezhah i navezkah»).
14. Про різні шахрайства і неправдиві вчинки («O zlodejstve vsyakogo stanu»).

## Зміст та структура
Третій статут Великого князівства Литовського був підготовлений на високому рівні кваліфікованими юристами під керівництвом канцлера Великого князівства Литовського О. Б. Воловича та віце-канцлера Льва Сапіги. Хартія включала норми державного (конституційного) права, яких на той час не було в законодавчій практиці інших європейських держав. Він узагальнив державні та правові ідеї того часу, деякі з них випереджали свій час. Статут відображає теорію поділу влади на законодавчу (сейм), виконавчу (великий князь, адміністративний апарат) та судову (трибунал ВКЛ, земські та підпалатні суди, обрані та незалежні від адміністрації). 
Статут починається такими словами: Всі обивателі Великого князівства Литовського тим одним правом писаним і від Нас даним повинні бути суджені.
Він має 14 розділів та 488 статей. Розділи 1-4 містять норми державного права та судової влади, 5-10 та частково 13 подружнього, сімейного, земельного та цивільного права, 11-12, 14 та частково 13 — кримінальне та кримінально-процесуальне право. Ідеї Реформації та релігійної толерантності закріплені у 3 розділі, згідно з яким Великий князь та всі державні органи мають забезпечити спокій усім жителям держави, незалежно від того, якого віросповідання вони дотримуються у християнській вірі. Ідеї гуманізму вплинули і на норми кримінального та цивільного права. Певною мірою були гарантовані майнові та особисті права городян. Кожна вільна людина могла виїхати за кордон, якщо побажала, якби це не було на шкоду країні. Статут юридично встановлював фактичні відносини між Великим князівством Литовським та Польщею після 1569 р., але зобов’язував уряд повернути відокремлені від князівства землі, заборонив призначення «іноземців» на державні посади, у тому числі і підданих Польщі, зберегли обособленість державні установи, армія, законодавство, економіка та фінанси ВКЛ. Правителем держави був визнаний великий князь, названий у Статуті господарем. Але багато його повноважень були обмежені, і він міг їх здійснювати лише за згодою сейму, вищих урядових чиновників. Статут закріплював статус феодалів та залежних селян. Багато привілеїв мали князі, пани, які мали право судити не лише простих людей, але й залежну від них знать, надавати їй у тимчасове користування землю, маєтності та відбирати ці маєтки, незважаючи на строки давності. (розділ 3, ст. 30). Статут також регулював деякі права та обов'язки простих людей та етносів (селян, слуг, слуг, міщан, ремісників, євреїв, татар). Він відстоював інтереси великих і середніх феодалів і зміцнював їх привілейоване становище, остаточно поневолив селян. Для дворянства Статут передбачав кримінальну відповідальність за вбивство звичайної людини, забороняв переводити у неволю вільних людей за борги чи злочини, обмежував покарання неповнолітніх до 16 років. Хоча Статут зазначав, що всі люди разом із феодалами брали участь у виборах господаря (глава 3, стаття 2), але звичайних людей до сейму не допускали, а їхня участь у політичному житті обмежувалася виключно місцевими справами. 

## Використання
Статут діяв у ВКЛ з 1589 р., а після приєднання земель ВКЛ до Російської імперії — у Вітебській та Могилівській губерніях до 1831 р., у  Вільнюській, Гродненській, Мінській, Київській, Подільській та Волинській губерніях діяв до 1840 року . 
Статут Великого князівства Литовського 1588 р. застосовувався для написання наприкінці 16 століття прусського права, складання Соборного уложення 1649 р. в Росії, офіційно не затверджені збірки «Права, за якими судиться малоросійський народ» (2 чверть 18 ст.), «Суд і розправа в правах Малоросії» (1750–58). У законодавстві та судах Польщі, Латвії, Естонії воно використовувалося як додаткове джерело права. Статут 1588 р., в основному зі змінами 1614 р., був головним органом писемного права в Україні у XVII–XIX століттях. Його перекладено українською, польською, німецькою, французькою, латинською, російською мовами.

## Публікації
Статут був вперше надрукований білоруською у 1588 році у вільнюській друкарні Мамонича під керівництвом віце-канцлера Сапіги. Його публікація повторювалася двічі (близько 1592–93 та близько 1600) з початковою датою «1588». У 1614, 1619 і близько 1623 (з датою «1619») Л. Мамонич видав Статут польською мовою. У 1648 р. Статут був надрукований польською мовою у Варшаві королівським друкарем П. Елерта. Подальші польськомовні видання друкувались у Академічній друкарні у Вільнюсі у 1693, 1744, 1786 рр. та у друкарні А. Мартиновського у 1819 р. У 1811 р. Статут був перекладений польською та російською мовами у Петербурзі, а 1854 р. у Москві — білоруською. 
Вичерпне видання, присвячене Статуту Великого князівства Литовського 1588 року з нагоди його 400-річчя, було підготовлено видавництвом «Білоруська енциклопедія» у 1989 р. Це стало першим повноцінним виданням Статуту в Білорусі. Видання включає: нарис «Соціально-історичні умови Статуту Великого князівства Литовського 1588 року», де розкриваються умови, за яких Статут був підготовлений та введений у дію; факсимільне відтворення тексту Статуту, його оригінального тексту та перекладу російською мовою; енциклопедичний довідник із 820 статей; коментар до статті; термінологічні та номінальні показники. Основна частина матеріалів довідника - статті про тодішній адміністративно-територіальний поділ Великого князівства Литовського, категорії населення, маєтки, посадові особи та посади, судові органи; види злочинів і правопорушень, способи покарання; грошова система, одиниці виміру тощо. Є статті про джерела Статуту та інші нормативно-правові акти та документи XV–XVI століть, про історію підготовки та видання Статуту, його поліграфічні та художні особливості. Ряд статей присвячено використанню, збереженню та історії вивчення Статуту. У коментарях вивчається правова природа та історія розвитку кожного з правил, що входять до нього.